# Filastrius van Brescia

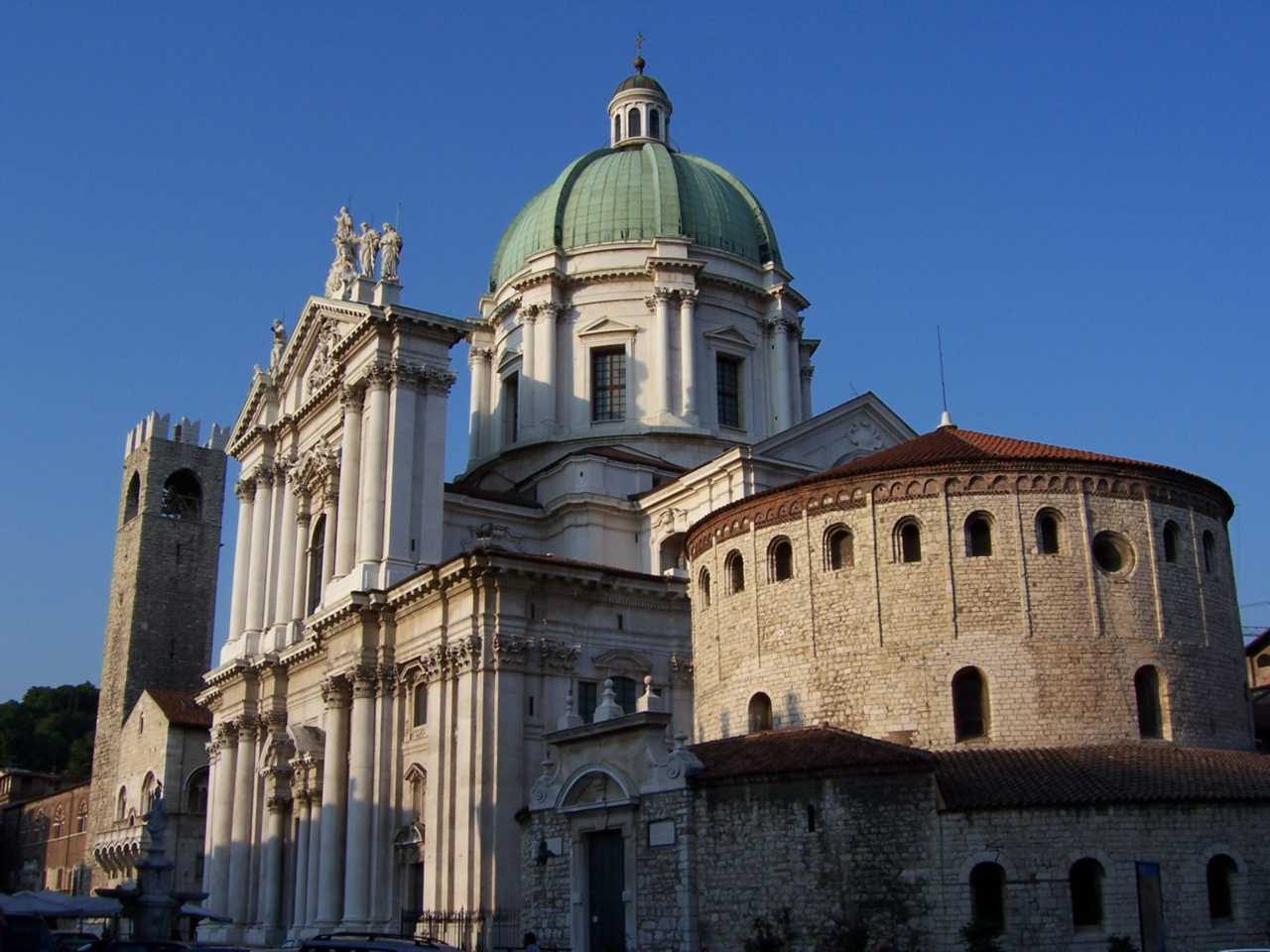
kathedraal met de portaalboog van HH. Apollonius en Filastrius

Filastrius van Brescia, ook Philastrius Brixianus (gestorven voor 397), was de zesde bisschop van Brescia, apologeet en heresioloog. Vrijwel alle biografische informatie over Filastrius is gebaseerd op de geschriften van diens opvolger bisschop Gaudentius en van kerkvader Augustinus. Onderzoek leidde tot uiteenlopende vermoedens van de afkomst van Filastrius: zowel Italië, Iberië als Egypte worden als geboorteland genoemd.
Volgens Gaudentius bereisde Filastrius de Romeinse wereld en preekte tegen het heiden- en jodendom. Hij koos partij tegen het arianisme van Auxentius. Diens anti-ariaanse opvolger Ambrosius heeft waarschijnlijk een belangrijke rol gespeeld in de aanstelling van Filastrius als bisschop van Brescia. In 381 nam Filastrius deel aan de synode van Aquilea. In Milaan ontmoette hij naast Ambrosius ook Augustinus. Een brief van deze laatste aan de heilige Quodvultdeus bevestigt dat Filastrius de auteur is van het Diuersarum hereseon liber. Dit boek is van belang voor de dogmageschiedenis en kennis over gnostische groeperingen, zoals de borboriten uit de 4e eeuw. Het boek baseert zich voor in ieder geval een deel op het werk van Epiphanius van Salamis. In totaal behandelt het boek 156 stellingen die volgens Filastrius in strijd waren met het katholieke geloof.
Aurelius Augustinus greep voor zijn eigen werk terug ook Epiphanius van Salamis, maar refereert eveneens vaak aan Filastrius. Daarbij stelde Augustinus dat Filastrius enige ketterijen opsomt, die volgens Augustinus geen ketterijen zouden mogen heten. Daarom telde Epiphanius 80 afwijkende leringen, terwijl Filastrius op bijna het dubbel aantal uitkomt (156).
Bisschop Filastrius wordt vereerd als heilige. Zijn gedachtenis valt op 18 juli. Zijn relieken worden samen met die van de bisschop-martelaar Apollonius in de kathedraal van Brescia vereerd.
- Bibsys: 98044910
- Bibliothèque nationale de France: cb12083463t (data)
- Gemeinsame Normdatei: 100233309
- International Standard Name Identifier: 0000 0000 8016 8567
- Library of Congress Control Number: nr96043976
- Nationale Bibliotheek van Tsjechië: jo2008427022
- Nationale bibliotheek van Australië: 50067471
- Nationale Bibliotheek van Israël: 987007298488305171
- Nederlandse Thesaurus van Auteursnamen: 070304335
- Réseau des bibliothèques de Suisse occidentale: 02-A000130142
- Istituto Centrale per il Catalogo Unico: MILV035326
- Système universitaire de documentation: 029148790
- Trove: 1159741
- Virtual International Authority File: 49129859